# Carlos Brandy
Carlos Brandy (Montevideo, 10 de agosto de 1923 - Montevideo, 13 de septiembre de 2010) fue un poeta uruguayo.

## Biografía
Brandy fue uno de los grandes poetas de la generación del 45, a la cual pertenecía cronológicamente, pero de la cual él mismo se consideraba un "outsider" ya que sentía cierto malestar ante ese tipo de clasificaciones. Pero entre sus amistades personales (y sus afinidades literarias) están varios de los escritores de esa generación. En su propia obra menciona al poeta Humberto Megget y a escritores como Armonía Somers y Felisberto Hernández.
El crítico y poeta Alfredo Fressia considera que Brandy se acercaba a veces a los surrealistas franceses. Escribió incluso algún poema de homenaje a André Bretón. En opinión de Mario Benedetti, en Los viejos muros es donde se encuentra lo mejor de su obra.

«Más que sobre sistemas político-sociales, nuestra gran problemática gira en torno a la ausencia de una filosofía humana. Y yendo más allá, aún, nos encontraremos con una moral envejecida, que ha dejado de ser auténticamente formativa, y sólo sirve para envenenar al hombre».
Carlos Brandy

Además de su producción literaria, la voz de Carlos Brandy leyendo sus poemas quedó registrada en un álbum simple split compartido con Milton Schinca, editado por el sello Carumbé de Sarandy Cabrera en 1962.

## Obra
- Rey Humo (edición del autor. 1948)
- Larga es la sombra perdida (edición del autor. 1950)
- La espada (Botella al Mar. 1951)
- Los viejos muros (edición del autor. 1954)
- Alguien entre los sueños (1959)
- Juan Gris (Arca. 1964)
- Con la violencia de la luz (1978)
- Contramundo y otros mundos (Arca. 1988)
- Poemas sentimentales (Vintén editor. 1992)
- El invierno del ángel (Vintén editor. 1995)
- Teorema (Vintén editor).
- Una sombra, una ficción (2002)
- Océano (2004)
- Memoria del océano (2005)
- El país de las mujeres (bajo seudónimo "Karmar Dibrán". Vintén Editor. 2005)
- Pescador de sombras (Ediciones Trilce. 2008)